# Cerro El Lomo
Der Cerro El Lomo (von spanisch lomo ‚Schweinerücken‘) ist ein Hügel auf der Anvers-Insel im Palmer-Archipel westlich der Antarktischen Halbinsel. Er ragt nordwestlich des Holt Inlet auf.
Argentinische Wissenschaftler benannten ihn deskriptiv.